# Assassin’s Creed Chronicles
Az Assassin’s Creed Chronicles videójáték-sorozat az Assassin’s Creed franchise-on belül. A sorozat három játékból áll, melyeket a Climax Studios fejlesztett és a Ubisoft jelentetett meg. A játékok új főhősöket, illetve új alapdesignt is kaptak egy a hagyományos ecsetfestmények által inspirált 2,5D-s világ képében. A sorozat első tagja, a Chronicles: China 2015. április 21-én jelent meg, a másik két játék 2016. január 12-én, illetve február 9-én fog megjelenni Microsoft Windows, PlayStation 4 és Xbox One platformokra. A három játék 2016. február 9-én Chronicles Trilogy Pack néven egybecsomagolva is meg fog jelenni, aminek PlayStation Vita-portját 2016. április 5-én fogják piacra dobni.

## Chronicles: China
A Chronicles: China az Assassin’s Creed: Embers című rövidfilm cselekménye után játszódik. A játék 1526-ban játszódik, főszerepben Sao Jun kínai asszaszin áll. Sao Jun Ezio Auditore da Firenze legendás olasz asszaszin kiképzéséről hazatér, hogy bosszút álljon a Nyolc Tigris nevű templomoscsoporton, akik kiirtották a kínai testvériséget. Sao Jun küldetése során Makaóban, Nananban, a Tiltott Városban és a Nagy falon is megfordul, miközben egyenként levadássza a Tigrisek tagjait, majd végül végső célpontját, Csang Jungot. Sao Jun évekkel később asszaszinmentor lesz és újra felépíti a testvériséget, illetve kiterveli Csia-csing császár meggyilkolását, ami során életelixírt küld neki.
A Chronicles: China epizódot 2014 szeptemberében jelentették be az Assassin’s Creed Unity szezonbérletének részeként. A játék Észak-Amerikában 2015. április 21-én, míg a világ többi részén 2015. április 22-én jelent meg Microsoft Windows, PlayStation 4 és Xbox One platformokra. A Chronicles: China volt a franchise első tagja, melyet az Epic Games Unreal Engine 3 motorja hajt.

## Chronicles: India
A Chronicles: India főszereplője Arbaaz Mir indiai asszaszin lesz és 1841-ben, a Szikh Birodalom és a Kelet-indiai Társaság harcai során fog játszódni. Amikor egy templomos mester egy az egykoron az Asszaszin rendhez tartozó titokzatos tárggyal a városba érkezik Mirnek ki kell derítenie, hogy a férfi mi célból jött ide, vissza kell lopnia a tárgyat, illetve meg kell védenie barátait és szerelmét.

## Chronicles: Russia
A Chronicles: Russia főszereplője Nikolaj Orvelov orosz asszaszin lesz és 1918-ban, az októberi forradalmat követő időszakban fog játszódni. Orelov a családjával odébb akar állni, azonban ehhez még egy utolsó küldetést teljesítenie kell az Asszaszin rendnek: be kell hatolnia abba az épületbe, ahol a bolsevikok fogva tartják a cár családtagjait, és el kell lopnia egy ereklyét, melyért az asszaszinok és a templomosok évszázadok óta harcban állnak. Útja során szemtanúja lesz II. Miklós cár gyermekeinek kivégzésének, azonban Anasztaszija nagyhercegnő életét meg tudja menteni. Kereket kell oldania a templomosok elől, miközben az ereklyét és Anasztasziját is biztonságban tartja.